# Florian Benfer
Florian Benfer, född 18 februari 1984 i Verden i Tyskland, är en tysk kördirigent och sedan 2018 konstnärlig ledare och dirigent för Gustaf Sjökvists Kammarkör. 2008 grundade han ensemblen ARTON. Han har även varit konstnärlig ledare för Tysklands Ungdomskammarkör (Deutscher Jugendkammerchor) 2014-2019 och Stockholms kammarkör 2012-2020.

## Utbildning
Florian Benfers musikaliska utbildning inleddes i Leipzig (Hochschule für Musik und Theater "Felix Mendelssohn Bartholdy") med studier i kyrkomusik, och fortsatte sedan vid Kungliga Musikhögskolan i Stockholm, där han studerade kördirigering för Anders Eby och solistiskt orgelspel för Nils Larsson. Åren 2010/11 tillbringade Benfer vid musikhögskolan i Haag ("Koninklijk Conservatorium Den Haag") med studier i orkesterdirigering för Kenneth Montgomery och Jac van Steen. Masterclasses för Frieder Bernius, Stefan Parkman, Michael Radulescu, Patrick Russil och Grete Pedersen har kompletterat utbildningen, liksom arbetet som sångare i ensembler som Kammerchor Stuttgart, Lucerne Festival Academy Vocalists och World Youth Choir. 

## Kördirigent
Han har ett nära samarbete med Eric Ericsons Kammarkör, både som dirigent och instuderare. Han har dirigerat kören såväl i Sverige som i Tyskland, Belgien, Finland, Danmark och Norge. Under säsongen 2013/14 arbetade han som vikarierande kormästare på Kungliga Operan i Stockholm.
Sedan 2012 har Benfer dirigerat ett flertal föreställningar på Folkoperan i Stockholm (Orffs Carmina Burana och Mozarts Requiem), där han även ledde uruppföranden av flera kortoperor inom ramen för operafestivalen Opera Showroom 2013.
Benfer arbetar regelbundet med några av Europas främsta ensembler som den svenska Radiokören, Cappella Amsterdam, Rias Kammerchor, Deutscher Kammerchor, MDR Rundfunkchor Leipzig, NDR Rundfunkchor Hamburg, SWR Vokalensemble Stuttgart, Mikaeli Kammarkör, Folkoperans orkester i Stockholm, Blåsarsymfonikerna och Stockholms Bachsällskap.
Benfer har lett körinstuderingar för dirigenter som Péter Eötvös, Daniel Harding, Lorin Maazel, Christoph Eschenbach, Louis Langrée, Esa-Pekka Salonen, Sakari Oramo, Christopher Hogwood och Thomas Dausgaard.
Som dirigent och sångare har han deltagit vid ett stort antal festivaler i Europa, Asien och Nordamerika, däribland Kuhmo Chamber Music Festival, Bachfest Leipzig, Festival van Vlaanderen, Östersjöfestivalen, MusikTriennale Köln, Sound of Stockholm och Svensk Musikvår.
Han har hållit master classes och workshops i Skandinavien, Tyskland och Österrike. 
Sedan hösten 2018 är Florian Benfer dirigent och konstnärlig ledare för Gustaf Sjökvists kammarkör (GSKK). 
2020 tillträdde han som universitetslektor i kördirigering vid Musikhögskolan i Örebro och director musices vid Örebro universitet. Sedan 2017 är han även gästlärare och docent i kördirigering vid Beijings musikhögskola ”Central Conservatory of Music“.
Hösten 2024 tillträdde Florian Benfer dirigent och konstnärlig ledare för Sveriges Ungdomskör, en uppgift han kommer att inneha under en 3-årig projektperiod.
Benfers arbete har dokumenterats på ett flertal cd-skivor samt i radioinspelningar för svensk, finsk, holländsk och tysk radio.

## Priser och utmärkelser
- 2008 – Gustav Sjökvist-stipendiet för unga kördirigenter
- 2010 – Kungliga Musikaliska Akademiens stipendium
- 2012 – Eric Ericsons resestipendium[4]
- 2016 – Norrbymedaljen[5]